# Manopiano
Manopiano (マノピアノ?) es el primer sencillo indie del solista de Hello! Project, Erina Mano. Fue lanzado el 29 de junio de 2008 en las tiendas Tower Records.

## Lista de Canciones
- Manopiano
- Manopiano (Instrumental)